# 塔里斯姆湖
62°23′14″N 34°27′14″E / 62.38722°N 34.45389°E
塔里斯姆湖（俄语：Тарисмозеро），是俄羅斯的湖泊，位於該國西北部，由卡累利阿共和國負責管轄，長2.2公里、寬0.8公里，面積1.1平方公里，海拔高度51米，集水區面積928平方公里，平均水深3.7米，最大水深5.7米。